# Diaporthe desmazieri
Diaporthe desmazieri är en svampart som beskrevs av Niessl ex Sacc. 1882. Diaporthe desmazieri ingår i släktet Diaporthe och familjen Diaporthaceae.   Inga underarter finns listade i Catalogue of Life.